# Paracles marcona
Paracles marcona är en fjärilsart som beskrevs av William Schaus 1933. Paracles marcona ingår i släktet Paracles och familjen björnspinnare. Inga underarter finns listade i Catalogue of Life.